# Vídeňka
Vídeňka (německy Wien nebo Wienfluss) je řeka v Rakousku, dlouhá 34 km, která je pravostranným přítokem Dunaje.
Pramení na svahu kopce Kaiserbrunnberg ve Vídeňském lese nedaleko vesnice Rekawinkel, pramen je obezděný a je známý jako výletní místo Kaiserbründl. Říčka protéká dolnorakouskými obcemi Pressbaum, Tullnerbach a Purkersdorf a rakouským hlavním městem Vídní a ústí do dunajského ramene Donaukanal nedaleko budovy Uranie. Vlévají se do ní potoky Weidlingbach, Mauerbach a Lainzer Bach.
Prudký sklon toku a pískovcové podloží vedly k tomu, že se řeka po deštích často rozvodňovala, proto byla v letech 1895 až 1899 zregulována, svedena do betonového koryta a částečně i do podzemí, zároveň byla na horním toku vybudována retenční nádrž Wienerwaldsee. Přes řeku vede řada mostů, nejvýznamnější jsou Kennedybrücke, Otto-Wagner-Brücke, Zollamtsbrücke a Radetzkybrücke. Na březích Vídeňky se nachází zámek Schönbrunn, rekreační oblast Wiener Stadtpark a největší městská tržnice Naschmarkt, podle řeky je pojmenováno proslulé divadlo Divadlo na Vídeňce.